# Camous
Camous ist eine Ortschaft im französischen Département Hautes-Pyrénées in Okzitanien. Die bisher eigenständige Gemeinde im Tal der Neste wurde mit Wirkung vom 1. Januar 2019 mit Beyrède-Jumet zur Commune nouvelle Beyrède-Jumet-Camous fusioniert. Nachbarorte sind Ilhet im Norden, Sarrancolin im Osten, Ardengost im Süden, Fréchet-Aure im Südwesten und Beyrède-Jumet im Westen.

## Bevölkerungsentwicklung
| Jahr      | 1962 | 1968 | 1975 | 1982 | 1990 | 1999 | 2008 | 2015 |
| --------- | ---- | ---- | ---- | ---- | ---- | ---- | ---- | ---- |
| Einwohner | 37   | 36   | 26   | 29   | 25   | 17   | 25   | 24   |

## Sehenswürdigkeiten

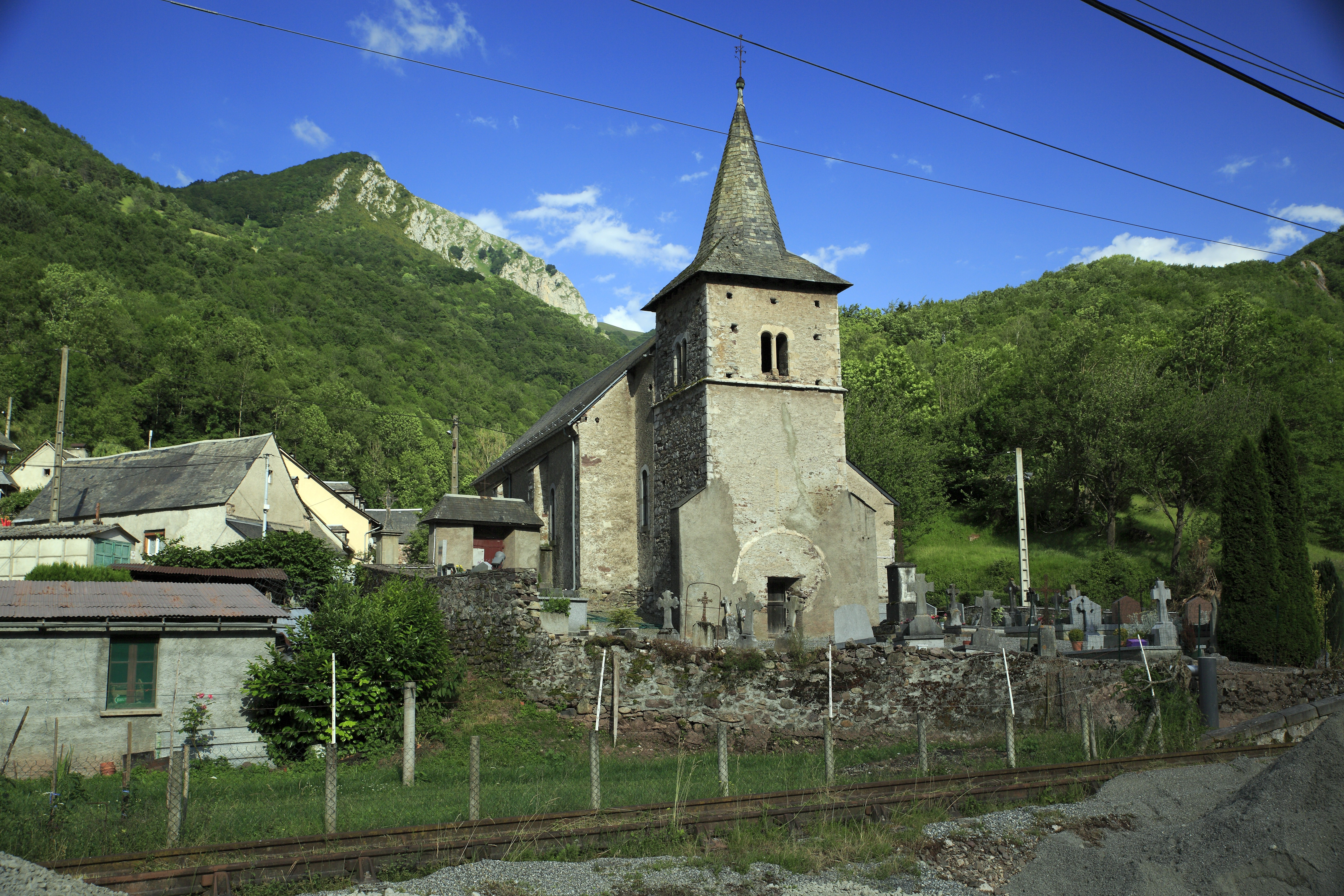
Kirche Saint-Laurent

- romanische Kirche Saint-Laurent